# Philippe Christanval
Philippe Charles Lucien Christanval (ur. 31 sierpnia 1978 w Paryżu) – francuski piłkarz występujący na pozycji obrońcy. 

## Kariera klubowa
Zawodową karierę rozpoczynał w 1999 roku w AS Monaco, z którym w 2000 roku zdobył mistrzostwo Francji. 
W czerwcu 2001 roku za 6,5 miliona euro trafił do drużyny FC Barcelona i 26 sierpnia w wygranym (2:1) meczu z Sevillą zadebiutował w Primera División. Podczas pobytu w Barcelonie francuski gracz zmagał się z wieloma kontuzjami i w 2003 roku zdecydował się na powrót do kraju. Podpisał kontrakt z Olympiquem Marsylia - w sezonie 2003/2004 rozegrał dla niego 13 ligowych spotkań.
Podczas kolejnych rozgrywek Christanval występował w rezerwach swojego klubu, a w 2005 roku odszedł do Fulham, zostając wcześniej odrzuconym po testach przez Arsenal.  W Premier League zadebiutował 17 września w przegranym 1:2 spotkaniu przeciwko West Hamowi United. W Fulham pełnił rolę rezerwowego, w 2008 roku rozwiązał kontrakt z tym zespołem i pozostał bez klubu, a 9 kwietnia 2009 roku ogłosił zakończeniu piłkarskiej kariery.

## Kariera reprezentacyjna
W reprezentacji Francji Christanval zadebiutował w 2000 roku w spotkaniu przeciwko RPA (0:0).  W 2002 roku wziął udział w Mistrzostwach Świata w Korei Południowej i Japonii, na których razem ze swoją drużyną narodową został wyeliminowany już w rundzie grupowej.
Łącznie dla reprezentacji rozegrał 5 meczów.

## Sukcesy
AS Monaco
- Division 1: 1999/00
- Superpuchar Francji: 2000